# Дисилицид титана
Дисилицид титана — химическое соединение металла титана и кремния с формулой TiSi2. Содержание кремния в дисилициде титана составляет 53,98 % по массе.

## Получение
Дисилицид титана можно получить одним из следующих способов.
- Непосредственным насыщением титана кремнием:

В качестве исходных компонентов используют порошки титана и кремния. В связи с экзотермичностью реакции подъем температуры ведут медленно и с промежуточными выдержками при температуре 700—800 °C. При достижении температуры 1200 °C делают окончательную выдержку в течение 1—2 часов.
- Восстановлением оксида титана кремнием с последующим силицированием:

Процесс восстановления оксида титана кремнием проводят при температуре 1400 °C и выдержке 1,5—2 часа. Процесс образования дисилицида титана идет по реакции:
{\displaystyle {\mathsf {TiO_{2}+4Si=TiSi_{2}+2SiO}}}
При замене чистого кремния на его оксид для восстановления могут быть использованы графит и карбид кремния. При этом реакция имеет следующий вид:
{\displaystyle {\mathsf {TiO_{2}+2SiO_{2}+6C=TiSi_{2}+6CO}}}
- Синтезом из растворов в металлических расплавах:

Для процесса образования силицида используют вспомогательную расплавленную металлическую ванну цинка. При этом цинк при температуре процесса 700—900 °C сравнительно хорошо растворяет исходные компоненты, в результате чего в расплаве происходит реакция образования дисилицида титана. По окончании процесса расплав охлаждают и химическим путём отделяют силицид от цинка. Этим способом могут быть получены монокристаллы TiSi2.
- Осаждением из газовой фазы:

Суть метода заключается в восстановлении тетрахлоридов титана и кремния, находящихся в газовой фазе, водородом и осаждением их на нагретой поверхности. Процесс ведут в температуре 900−1300 °C.
- Электролизом расплавленных сред:

Исходными компонентами и средой процесса является 10% раствор диоксида титана в расплавленном гексафторосиликате калия (K2SiF2), электролиз которого позволяет получить мелкодисперсные кристаллы силицида.

## Физические свойства
Дисилицид титана представляет собой порошок железно−серого цвета. Имеет две полиморфные модификации.
Низкотемпературная метастабильная модификация (C49) имеет ромбическую базоцентрированную решетку, пространственная группа Cmcm, периоды решетки а = 0,362 нм, b = 1,376 нм, c = 0,360 нм. Образование метастабильной модификации имеет место при получении тонких плёнок TiSi2 на подложке из кристалла кремния при температуре 450—600 °C. При нагреве свыше 650 °C низкотемпературная модификация переходит в высокотемпературную.
Высокотемпературная модификация (C54) является стабильной и имеет ромбическую гранецентрированную решетку, пространственная группа Fddd, периоды решетки а = 0,8279 нм, b = 0,4819 нм, c = 0,8568 нм.
- Удельное электрическое сопротивление низкотемпературной и высокотемпературной фаз составляет 60—70 мкОм•см и 12—20 мкОм•см, соответственно[6]
- Коэффициент линейного теплового расширения 12,5•10−6 1/K при 200—1200 °C
- Микротвёрдость 8,75 ГПа
- Модуль упругости 259 ГПа[1]

## Химические свойства
Дисилицид титана является химически стойким по отношению к азотной, серной, соляной, щавелевой кислотам. Не растворяется в воде и в разбавленных растворах щелочей. Слабо взаимодействует с царской водкой. Дисилицид титана растворяется в плавиковой кислоте и в её смеси с азотной кислотой, а также в растворах фтористого аммония и в щелочных растворах в присутствии винного и лимонного натра и трилона Б .
Реагирует с ортофосфорной кислотой по реакции:
{\displaystyle {\mathsf {2TiSi_{2}+14H_{3}PO_{4}=2TiH_{3}(PO_{4})_{3}+4SiO(PO_{3})_{2}+11H_{2}+4H_{2}O}}}
Окисляется кислородом при температуре свыше 700 °C. С хлором и фтором взаимодействует при высоких температурах (900 °C в случае хлора).

## Применение
Благодаря низкому электросопротивлению и высокой термической стабильности (фаза C54) используется  в виде контактов между полупроводниковым устройством и структурой, поддерживающей межсоединения, в производстве сверхбольших интегральных схем.